# Laurent Perreau
Pour les articles homonymes, voir Perreau.
Laurent Perreau est un réalisateur français.

## Filmographie
- 1999 : Quand j'étais photographe (court-métrage)
- 2002 : Histoire naturelle (court-métrage)
- 2005 : Le Passager d'Eric Caravaca (coscénariste)
- 2009 : Le Bel Âge
- 2011 : Devine
- 2015 : 5 vagues de l'avenir (court-métrage)
- 2016 : La Bête curieuse (téléfilm)